# 斯巴达教育

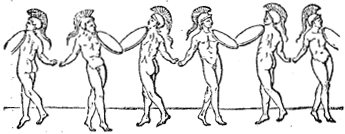
裸体青年节（Gymnopaedia）是斯巴达青年的宗教节日和耐力训练。

斯巴达教育（希腊语:Άγωγή）是一种严格的教育和培训制度，它面向所有斯巴达公民，只有亚基亚德世系和欧里庞提德这两个王室世系的长子例外。这种训练需要离开家庭进行，包括学习秘密行动、培养对团体的忠诚、军事训练、打猎、舞蹈和社交预备。古希腊的Άγωγή一词有许多含义，其中包括捉住和诱拐，但在此大致意味着知道、引导或训练。
Άγωγή这个术语按照字面翻译是“增加”，传统上用于家畜饲养场。整个训练期间的管理者称为paidonomos ，字面意思是“一群孩子”。根据传说，斯巴达教育是由半神话的斯巴达立法者来古格士引进，但是其起源据信是在公元前7世纪末到前6世纪初，从那时起，斯巴达政府开始训练从7岁一直到29岁的男性公民。
斯巴达教育制度的目标，是培养出身体和德性都非常强壮的男子，使他们可以为斯巴达军队效力。它鼓励一致性，强调斯巴达城邦的价值胜过个人的兴趣，并且产生斯巴达未来的精英。。这些男人将成为“斯巴达的城墙”，因为斯巴达是唯一没有城墙的希腊城邦 – 斯巴达根据来古格士的命令而拆毁了城墙。斯巴达教育的训练纪律非常严格，鼓励男孩之间互相搏斗，以确定谁是团体中最强壮的成员。

## 结构

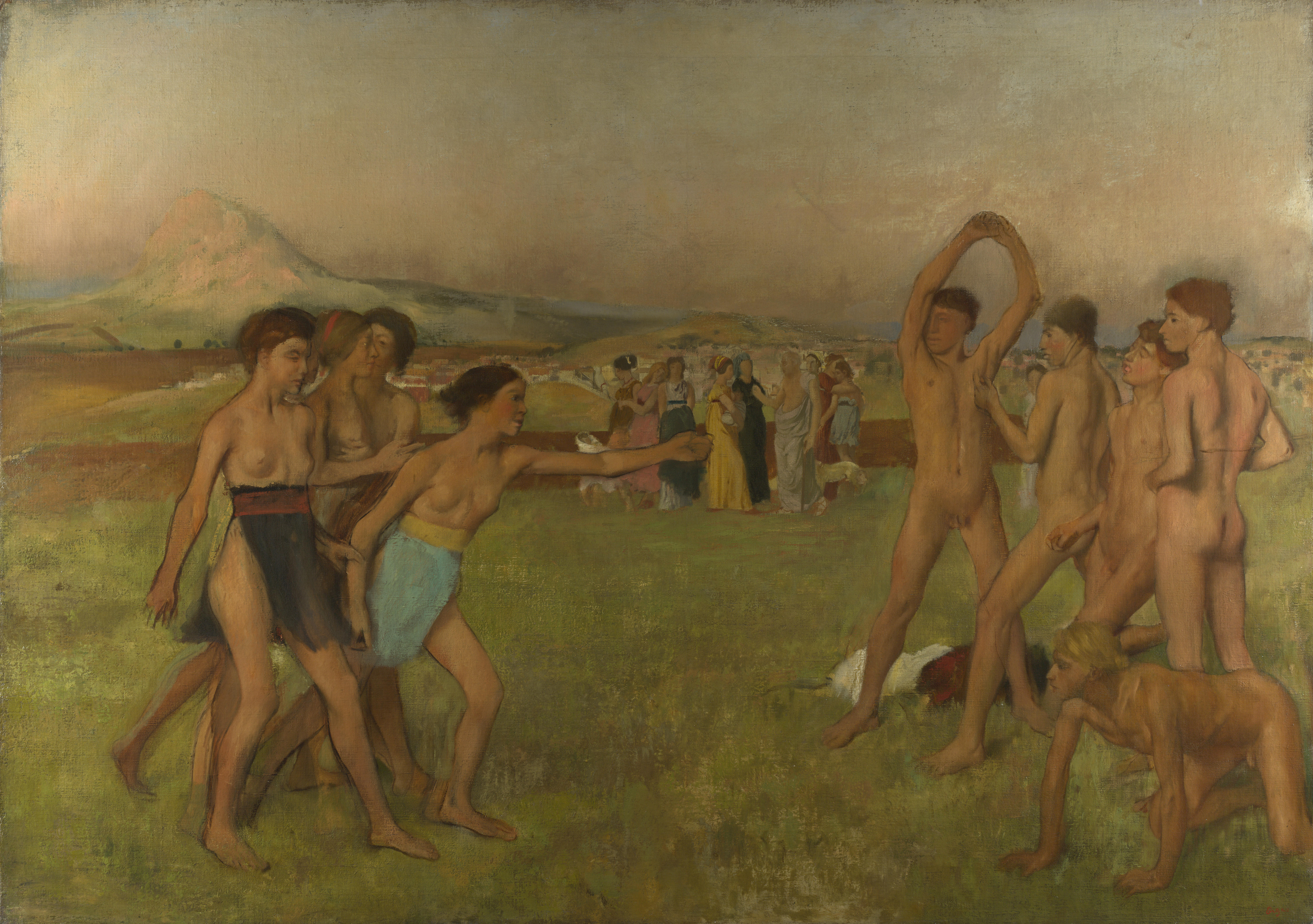
埃德加·德加的《斯巴达年轻人的训练》，藏于伦敦英国国家美术馆

当男孩满7周岁生日时，就被招收入学，由一位官员παιδονόμος（男孩牧人）负责管理这个孩子的教育。这开始了斯巴达教育的第一阶段。斯巴达教育共有3个阶段：paides（大约7-17岁）、paidiskoi（18-19岁）、hebontes（20-29岁）；一些古典文献还将其按年来加以进一步细分。
| 8到11岁，piccolo ragazzo | Ρωβίδας / rōbídas (significato sconosciuto)             |
| 8到11岁，piccolo ragazzo | προμικκιζόμενος / promikkizómenos (ragazzo pre-giovane) |
| 8到11岁，piccolo ragazzo | μικκι(χι)ζόμενος / mikki(chi)zómenos (ragazzo giovane)  |
| 8到11岁，piccolo ragazzo | πρόπαις / própais (pre-ragazzo)                         |
| 12到15岁，ragazzo        | πρατοπάμπαις / pratopámpaïs (ragazzo di I anno)         |
| 12到15岁，ragazzo        | άτροπάμπαις / atropámpaïs (ragazzo di II anno)          |
| 12到15岁，ragazzo        | μελλείρην / melleírēn (futuro irén)                     |
| 12到15岁，ragazzo        | μελλείρην}} / melleírēn (idem, II anno)                 |
| 16到20岁，irén           | εíρήν / eirēn I anno, o σιδεύνας sideúnas (sconosciuto) |
| 16到20岁，irén           | εíρήν 第二年                                            |
| 16到20岁，irén           | εíρήν 第三年                                            |
| 16到20岁，irén           | εíρήν 第四年                                            |
| 16到20岁，irén           | πρωτείρας / prōteĩras primo-irén                        |

男孩们离开家庭，在一起集体居住（agelai, "herds"），由一位较为年长的男孩指挥。他们受到鼓励，要忠于他们的团体，而不是他们的家庭。即使到他们结婚以后，他们也不能与自己的妻子共进午餐，那至少要到25岁以后。男孩们每年发给一件衣服，并且用埃夫罗塔斯河边芦苇制成简陋的床铺，睡在上面。色諾芬的著作中說，男孩们膳食的量恰到好處，使他們不會因為吃太飽而遲鈍，同時使他們嚐到食物不足的滋味。他們將來在需要的時候，可以不吃東西還能努力工作，或下令後口糧可以支持更長時間。他們對簡單的食物會感到滿意。他也提到儀式性的偷盗，男孩们在宗教節日時從阿蒂蜜絲祭壇偷取乾酪的儀式。在所有斯巴达人男孩中，只有斯巴达王位的法定继承人（亚基亚德世系和欧里庞提德世系）才能豁免这个程序。
大约在12岁，斯巴达男孩们将会与一位年轻成年男性进入一种制度化的恋人关系。历史学家普鲁塔克描述了这种斯巴达男人与男孩之爱的形式，其中年龄较长的勇士与年轻的男孩为着教育目的而保持一种持久的关系。男孩被认为需要一位指导者，这种指导者被认为对于传递知识，以及在战场上保持忠诚都非常重要。斯巴达人在战斗之前所祭的神是爱神厄洛斯。一些古典作家，包括色诺芬在其《斯巴达政治》中写道，斯巴达人并不从事与少年的性关系，认为这只是类似于沉湎于自己的孩子。不过，这通常被现代学者认为是错误的。  
在paidiskoi阶段，大约在年满18岁后，学生们成为斯巴达军队的预备队员。他们还（也可能只是一小群最有前途的成员）要进行秘密服役（克里普提），进一步测试他们的技能，并且强化希洛人奴隶的顺从。学生们受到鼓励，要在一年中特定的日子对希洛人奴隶宣战，杀死那些夜间在外者，并夺取他们的食物。
在hebontes阶段，大约20岁，学生们成为共餐制（syssitia）和斯巴达军队的正式成员，终于允许结婚，但是仍然必须住在军营中，继续完成斯巴达骑士（hippeis），或皇家卫队的训练。
任何未能成功通过斯巴达教育的男性都不能获得斯巴达的公民权。

## 女子教育
即使是女孩，也要接受某种形式的国家教育，包括舞蹈、体操和其他体育运动；以及阅读、写作和战争教育等科目。这使得斯巴达妇女成为身体最有魅力的希腊妇女，并且能培養出健康活泼的孩子。优雅、文明的特征在这里不合时宜，而身体强壮和道德上操行端正受到鼓励。还鼓励女孩通过当众羞辱男性，以及批评他们的训练，来帮助他们。和男孩一样，女孩的教育也包括了与一名较年长女子的同性恋关系。
斯巴达妇女穿着老式的πέπλος，侧面开口，有时其他希腊人嘲笑她们φαινομηρίδες（大腿秀）。在宗教仪式上、假日和体育锻炼时，斯巴达的女孩和女人们与男孩和男人们一样，都是裸体的。

## 兴衰
曾有数次，这种选拔过程因为造成自由的斯巴达男性公民数目的减少，而被认为对斯巴达社会有害。公元前3世纪，斯巴达男性公民的数目减少到只有几百人。这种教育制度走向衰微。但是在前220年，又被克里昂米尼三世成功地恢复了一个阶段。不过，不到40年后的前188年，又被斐洛波門废除。前146年，斯巴达教育又再度恢复。

## 罗马的斯巴达教育
罗马的斯巴达教育仅限于14岁到19岁的青年男性（Ephebos），由phyle（公民部落）组织。其组成包括体育、歌唱、舞蹈、军事，或许有一些学术训练。学生们接受官员bideioi ("overseers")和patronomos（法律守护者）的管理。在弗拉维王朝的一个阶段，罗马的斯巴达教育引进了队组结构，由队长boagos指挥一群学生。可由赞助人来帮助一些无力承担训练费用的贫穷学生。